# Ricky Wu
Wu Chun-Hsien (roepnaam Ricky), is een korfballer uit Taiwan die een aantal jaar in Nederland heeft gekorfbald.

## Spelerscarrière

### Begin
Wu begon met korfbal in Taiwan, waar de sport op scholen en universiteiten wordt gespeeld. Wu werd geselecteerd voor Jong Taiwan en reisde in 2006 voor het eerst naar Nederland voor het WK.
Tijdens zijn bezoek raakte hij in contact met Mike en Kees Vlietstra van de Groningse club Nic..

### Nic. Groningen
Tussen 2006 en 2009 hadden de broers Vlietstra contact met Wu over een mogelijkheid om hem naar Nederland te halen. In 2009 lukte dit en Wu sloot zich aan bij Nic..
In seizoen 2008-2009 was Nic. in de zaal nog 5e geworden en de club wilde weer naar de play-offs.
In seizoen 2009-2010 maakte Wu zijn debuut in de Korfbal League, onder hoofdcoach Mike Vlietstra. Zijn eerste wedstrijd was nog geen succes en hij werd na 1 helft gewisseld. Op 21 november 2009 scoorde Wu zijn eerste doelpunt in de Korfbal League en was hiermee de eerste niet-Europeaan die in deze competitie scoorde.
Hierna ging hij beter spelen en ontpopte Wu zich tot publiekslieveling met de bijnaam de Asian Sensation.
In dit seizoen werd Nic. in de zaal teleurstellend 7e. Op het veld werd de ploeg 4e.
Er was wel individueel succes voor Wu. Met 123 goals werd Wu topscoorder van Nic. en dat in zijn debuutseizoen. Het leverde hem de prijs van Beste Debutant op.
Na dit seizoen keerde Wu weer terug naar Taiwan.
Hij keerde in 2011 weer terug bij de club. In seizoen 2011-2012 speelde Wu 15 van de 18 wedstrijden en kwam hij tot 105 goals. Topscoorder werd hij niet ; Friso Boode maakte er 109 (weliswaar in 18 wedstrijden). In de Korfbal League werd Nic. 7e en op het veld 4e, net als 2 jaar ervoor.
In het seizoen erna, 2012-2013 werd Wu voor de 2e keer topscoorder van Nic. met 141 goals uit 18 wedstrijden. Hij kon echter niet voorkomen dat Nic. in degradatieproblemen kwam en de ploeg werd 9e. Hierdoor moest het play-downs spelen tegen DOS'46. Nic. won de play-down serie in 2 wedstrijden, waardoor het zich handhaafde in de Korfbal League.
Uiteindelijk speelde Wu 3 seizoenen voor Nic.. In 51 wedstrijden kwam hij tot 369 goals (7,2 gemiddeld).

## Erelijst
- Beste Debutant van het Jaar, 1x (2010)

## Taiwanees Nationaal Team
Wu maakte deel uit van het Taiwanees korfbalteam. Zo speelde hij op de onderstaande internationale toernooien:
- WK 2007
- World Games 2009
- WK 2011
- World Games 2013
- WK 2015
- World Games 2017
- WK 2019